# Lepidium merrallii
Lepidium merrallii är en korsblommig växtart som beskrevs av Ferdinand von Mueller. Lepidium merrallii ingår i släktet krassingar, och familjen korsblommiga växter. Inga underarter finns listade i Catalogue of Life.